# Bukkeblad (art)
Bukkeblad (Menyanthes trifoliata) er en 15-30 cm høj, flerårig urt med hvide blomster, der vokser fladedækkende i lavvandede vandområder eller på meget fugtige enge. Den bruges en del som haveplante omkring damme og vandhuller.

## Beskrivelse
Bukkeblad er en flerårig, urteagtig plante med en fladedækkende vækst. De grundstillede blade er trekoblede med ovale eller omvendt ægformede, tykke småblade, der har en bugtet eller tandet rand. Begge bladsider er lysegrønne og hårløse.
Blomstringen foregår i maj-juni, hvor man finder blomsterne samlet i endestillede klaser på særskilte, oprette skud. De enkelte blomster er 5-tallige og regelmæssige med hvide (eller svagt lyserøde), frynsede kronblade. Frugterne er kapsler med flere frø.
Rodsystemet består af vandret krybende eller frit flydende jordstængler og trævlede rødder.
Højde x bredde og årlig tilvækst: 0,25 x 1,00 m (25 x 10 cm/år), heri ikke medregnet planter, der dannes ud fra jordstænglerne.

## Hjemsted
Bukkeblad er udbredt i Nordafrika, mellemøsten, kaukasus, centralasien, det Indiske subkontinent, sibirien, østasien, Nordamerika og det meste af Europa. I Danmark findes den spredt overalt i landet på meget fugtige steder. Arten er knyttet til lavvandede områder, men den er ikke kræsen og findes både i næringsfattige og næringsrige søer og damme.
På moseområdet Breivikmarka i Øygarden Kommune, hordaland, norge, findes arten sammen med bl.a. benbræk, blåtop, børstesiv, dværgtranebær, engviol, hedelyng, hirsestar, hvid nøkkerose, klokkelyng, mangestænglet sumpstrå, mosepors, multebær, Myriophyllum alternifolium (en art af tusindblad), smalbladet kæruld, stjernestar og tuekogleaks

## Anvendelse
Arten dækker bredzonen omkring søer og damme effektivt i sammenhængende tæpper, hvad der gør den velegnet som bunddækker langs kunstige og naturlige vandhuller. Under haveforhold kan den dog let blive for aggressiv.
| Portal | Portal:Botanik |

## Note
1. ↑  Øygarden kommune: Naturtypar i Øygarden (Webside ikke længere tilgængelig) (norsk)